# Garnett Brown
Garnett Brown Jr. (* 31. Januar 1936 in Memphis, Tennessee; † 9. Oktober 2021) war ein US-amerikanischer Posaunist und Komponist.

## Leben
Garnett Brown studierte Klavier und graduierte an der Universität von Arkansas in Pine Bluff; schloss später auch in Filmdramaturgie sowie elektronische Musik an der UCLA ab. Seine Musikerkarriere begann er in einer Rhythm-and-Blues-Schallplattenfirma, 1962 spielte er bei Chico Hamilton, 1964 trat er mit George Russell in Deutschland und Schweden auf. Danach unterrichtete er in New York an öffentlichen Schulen und nahm 1968 mit der Thad Jones/Mel-Lewis-Bigband am Berkeley Jazz Festival teil; danach spielte er im Sextett von Herbie Hancock und wirkte an dessen Alben Man-Child und Sunlight mit.
Im Jahr 1974 gewann Brown den Down Beat Reader’s Poll als bester Posaunist und wirkte 1976 bei einem Live-Konzert von Bobby Bland und B.B. King mit (Together Again…Live). Außerdem spielte er mit der Formation The Crusaders (Street Life, 1979) und war an Schallplattenaufnahmen von Billy Cobham (Cosswinds, 1974), Lou Donaldson, Roland Kirk, Lionel Hampton, Teddy Edwards, Booker Ervin, Gil Evans (Blues in Orbit, 1969), Dizzy Gillespie, Eddie Harris, Gene Harris, Hubert Laws, Duke Pearson, Horace Silver, McCoy Tyner, Joe Thomas und Prince (Parade, 1986) beteiligt. In späteren Jahren arbeitete Brown als Komponist für Film und Fernsehen. 1989 leitete er das Filmorchester zu dem Film Harlem Nights. 1995 gründete er mit den befreundeten George Bohanon, Maurice Spears und Thurman Green die Formation BoneSoir. 1996 spielte er in der Bigband von Buddy Collette.

## Diskographische Hinweise
- Thad Jones/Mel Lewis Orchestra: All My Yesterdays: The Debut 1966 Recordings at the Village Vanguard (Resonance, ed. 2016)
- Booker Ervin: Heavy! (OJC, 1966)
- Duke Pearson: Honeybuns (Koch, 1965)
- George Russell: The Outer View (OJC, 1962)